# Ōmisoka
Ōmisoka (大晦日?) es la celebración de la Nochevieja japonesa, y es la segunda festividad más importante en el calendario japonés.
En este día se practica el ōsōji (大掃除?), que es la limpieza general de fin de año, esto incluye tanto casas, escuelas, negocios, etc., con el propósito de recibir el Año nuevo japonés de una forma ordenada.
En la noche se consume el toshikoshi-soba (年越しそば?) o el toshikoshi-udon (年越しうどん?), esta costumbre se asocia con el consumo de fideos largos como la forma de "recibir el cambio de año". 
También en dicho día se presenta el Kōhaku Uta Gassen, producido por el canal NHK, en la que los cantantes más famosos del país se dividen en dos grupos (las mujeres son el equipo rojo, y los hombres el equipo blanco), y que tiene como finalidad ganar al público.
En los templos budistas también se prepara amazake cuando llega la medianoche.